# Daniel Bretscher
Daniel Bretscher (* 15. Juli 1984 in Greencastle) ist ein ehemaliger US-amerikanischer Triathlet und Ironman-Sieger (2014).

## Werdegang
Daniel Bretscher startete seit 2007 als Profi-Triathlet.
Im September 2013 wurde er Zweiter im Ironman Wisconsin. 2014 gewann er hier das Rennen und stellte einen neuen Streckenrekord auf. Drei Wochen nach diesem Sieg wurde er Zweiter bei der Erstaustragung des Ironman Chattanooga. 2015 startete er erstmals beim Ironman Hawaii und belegte den 31. Rang. 
Seit 2015 tritt Daniel Bretscher nicht mehr international in Erscheinung. Er lebt mit seiner Frau in Mount Vernon. Bretscher ist heute als Trainer tätig.

## Sportliche Erfolge
| Datum/Jahr    | Rang | Wettbewerb             | Austragungsort | Zeit     | Bemerkung |
| ------------- | ---- | ---------------------- | -------------- | -------- | --------- |
| 20. Juli 2014 | 9    | Ironman 70.3 Racine    | Racine         | 03:56:34 |           |
| 4. Aug. 2013  | 2    | Steelhead Ironman 70.3 | Benton Harbor  | 03:57:28 |           |
| 9. Juni 2013  | 2    | Ironman 70.3 Kansas    | Lawrence       | 03:52:54 |           |
| 19. Aug. 2012 | 1    | Steelhead Ironman 70.3 | Benton Harbor  | 03:57:17 | [ 2 ]     |
| 17. Mai 2009  | 9    | Ironman 70.3 Florida   | Orlando        | 04:02:10 |           |
| 14. Sep. 2008 | 3    | Ironman 70.3 Muskoka   | Muskoka        | 04:16:43 |           |

| Datum/Jahr    | Rang | Wettbewerb          | Austragungsort | Zeit     | Bemerkung                                                               |
| ------------- | ---- | ------------------- | -------------- | -------- | ----------------------------------------------------------------------- |
| 10. Okt. 2015 | 31   | Ironman Hawaii      | Hawaii         |          |                                                                         |
| 28. Sep. 2014 | 2    | Ironman Chattanooga | Chattanooga    | 08:19:05 | Zweiter bei der Erstaustragung in Tennessee – mit persönlicher Bestzeit |
| 7. Sep. 2014  | 1    | Ironman Wisconsin   | Madison        | 08:31:20 | mit neuem Streckenrekord                                                |
| 8. Sep. 2013  | 2    | Ironman Wisconsin   | Madison        | 08:46:00 | Zweiter hinter dem Deutschen Maik Twelsiek                              |
| 3. Nov. 2012  | 12   | Ironman Florida     | Panama City    | 08:34:00 |                                                                         |

(DNF – Did Not Finish)